# Pathri
Pathri es una ciudad y  municipio situada en el distrito de Parbhani en el estado de Maharashtra (India). Su población es de 36853 habitantes (2011). Se encuentra a 43 km de Parbhani.

## Demografía
Según el censo de 2011 la población de Pathri era de 36853 habitantes, de los cuales 19025 eran hombres y 17828 eran mujeres. Pathri tiene una tasa media de alfabetización del 78,20%, inferior a la media estatal del 82,34%: la alfabetización masculina es del 84,18%, y la alfabetización femenina del 71,89%.